# Prosopocera peregrina
Prosopocera peregrina es una especie de escarabajo longicornio del género Prosopocera, tribu Prosopocerini, familia Cerambycidae. Fue descrita científicamente por Hintz en 1911.
Se distribuye por Camerún, Gabón y República Democrática del Congo. Mide 22-30 milímetros de longitud. El período de vuelo ocurre en el mes de marzo.